# Balázs Balázs
Balázs Balázs (* 11. April 1942 in Kosna, Komitat Besterce-Nazód, heute Rumänien) ist ein ungarischer Bildhauer und Lehrer für Kunst und Kunstgeschichte.

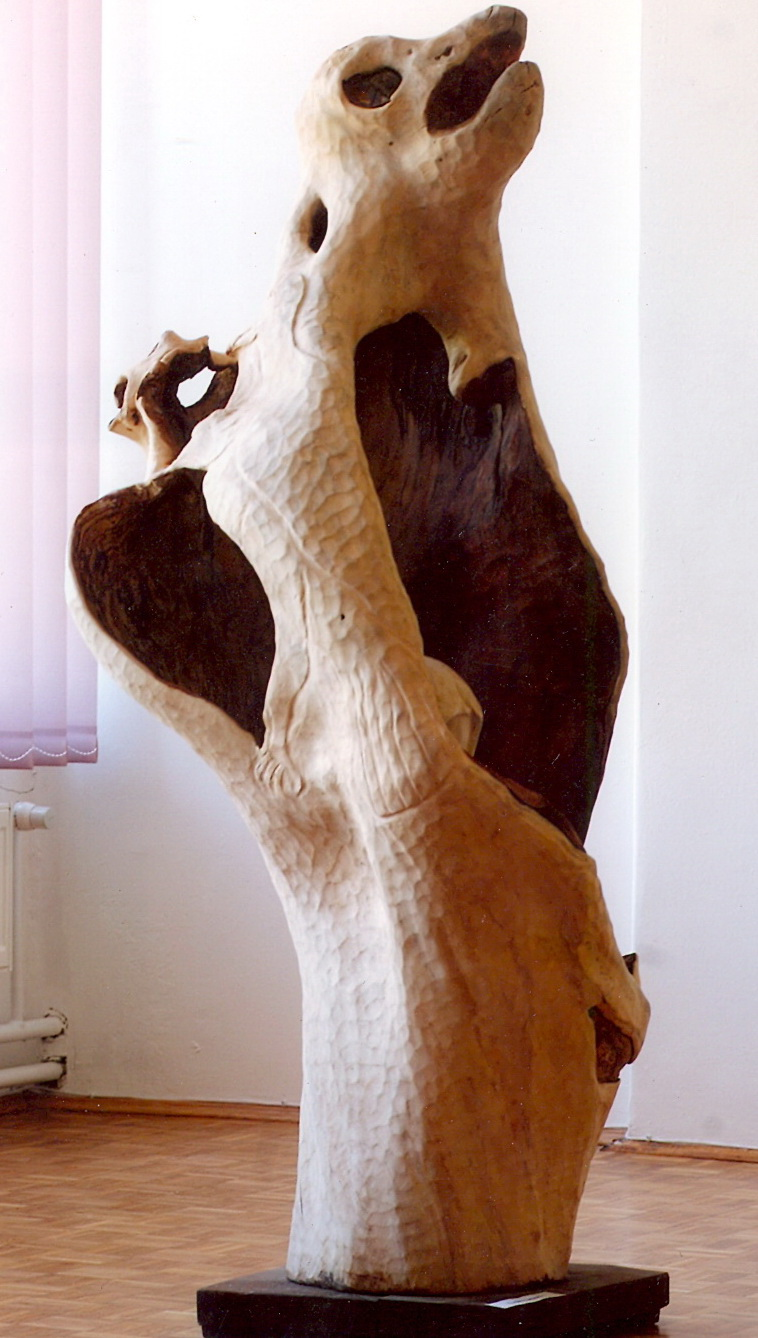
Holzskulptur von 2005

## Leben
Balázs legte sein Abitur im Jahr 1960 in Szeged ab und ließ sich zunächst zum diplomierten Grundschullehrer an den Lehrerinstituten Debrecen und Győr ausbilden. Es folgte ein dreijähriges Aufbaustudium zum Fachlehrer für Kunst und Kunstgeschichte an der Pädagogischen Hochschule und an der Akademie in Pécs. Seine jahrzehntelange Tätigkeit als Lehrer und später als Schuldirektor wurde von beruflichen und künstlerischen Zusatzprojekten ergänzt bzw. unterbrochen. So hatte er 1978 bis 1981 die künstlerische Leitung der Keramikfabrik Kishajmás inne, und 1981 bis 1983 einen Lehrauftrag für Keramikfertigung an der Fakultät für Architektur der TU Mihály Pollack in Pécs. Ein Stipendium der Stadt Bergamo ermöglichte 1988 bis 1990 einen Aufenthalt in Italien.
1995 wurde er zum Bürgermeister der Gemeinde Erdősmárok gewählt, er hatte das Amt bis 1999 inne. Er organisiert in Südungarn im Auftrag verschiedener Kommunen und der Regionalregierung Bildhauertreffen und -symposien, so beispielsweise für die Städte Pécsvárad und Kozármisleny. Außerdem ist er Gründungsmitglied und Präsident des Kunstvereins der Stadt Mohács. Balázs lebt in Himesháza im Komitat Baranya in der Nähe von Pécs. Die Signatur seiner Arbeiten ist B².

## Werk
Der Bildhauer arbeitet mit Stein, Holz und Ton sowie mit aufwändigen Bronzegussverfahren. Seine Arbeiten folgen einem modernen Kunstverständnis hinsichtlich Komposition und Reduktion. Die Beschäftigung mit dem Werk seiner Vorbilder Pablo Picasso oder seines Landsmanns Victor Vasarely ist dabei ein zentrales Thema. Dazu kommen auch politische, humanistische oder religiöse Themen. Balázs ist Mitglied des Bundes der ungarischen Kunstpädagogen.

## Ausstellungen
Er hat bisher an insgesamt 57 Ausstellungen teilgenommen, davon waren 32 Einzelausstellungen. Mehrere der Gemeinschaftsausstellungen waren von der EU geförderte länderübergreifende Ausstellungsprojekte. Seit 1968 hat Balázs unter anderen in folgenden Städten teils mehrfach ausgestellt:
In Ungarn
- Budapest, Veszprém, Zirc, Tokaj
- Szeged, Mohács, Pécs
- Sopron, Szolnok, Debrecen

Im Ausland
- Bergamo, Albino (Italien);
- Wattrelos (Frankreich);
- Rasdorf, Unterschleißheim (Deutschland)

## Arbeiten im öffentlichen Raum
Der Künstler hat bildhauerische Arbeiten für den öffentlichen Raum geschaffen, die von den jeweiligen Kommunen in Auftrag gegeben und/oder angekauft wurden:
- Fontane Brunnen vor dem Gymnasium Mohács, Ungarn; 1991
- Blumenkelch Brunnen am Széchenyiplatz in Mohács, Ungarn; 2002
- Brennendes Schilf Rathaus Mohács, Ungarn; 1983
- Menschenpaar Albino, Italien; 1986
- Nonne Bergamo, Italien; 1987
- Stadttor Pécsvárad, Ungarn; 2009
- Vasarely Unterschleißheim, Deutschland; 2006[2]
- Picasso Unterschleißheim, Deutschland; 2010
- Brüderlichkeit Rasdorf, Deutschland; 2001